# Fotomodell

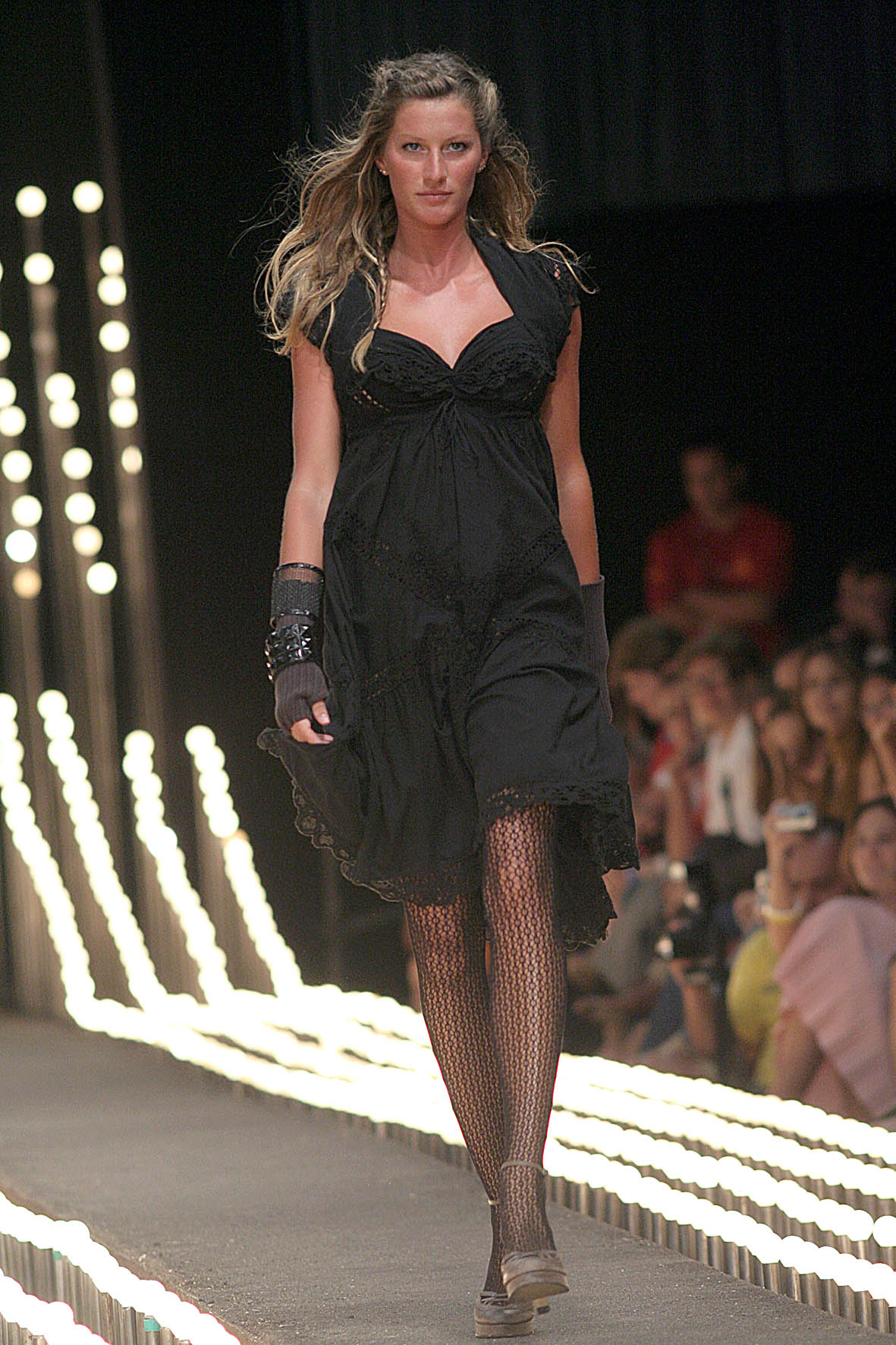
2008 års bäst betalda modell, brasilianska Gisele Bündchen, på catwalken.

En fotomodell är en person som agerar modell vid fotografering av till exempel modebilder, illustrationer till tidningsreportage, TV/film-reklam, med mera. 
De uppdrag som en fotomodell får kommer oftast från den modellagentur som fotomodellen har avtal med. Modellagenturen tar därför en viss andel av modelluppdragets intäkter. En fotomodell presenterar ofta sitt tidigare arbete med en portfolio. 
Modellyrket anses ha etablerats av modeskaparen Charles Frederick Worth i Paris på 1850-talet, då han började betala människor för att visa upp sina kläder istället för att som tidigare använda modedockor.